# 5133 Phillipadams
5133 Phillipadams (1990 PA) là một tiểu hành tinh vành đai chính được phát hiện ngày 12 tháng 8 năm 1990 bởi R.H. McNaught ở Siding Spring.